# نسکار

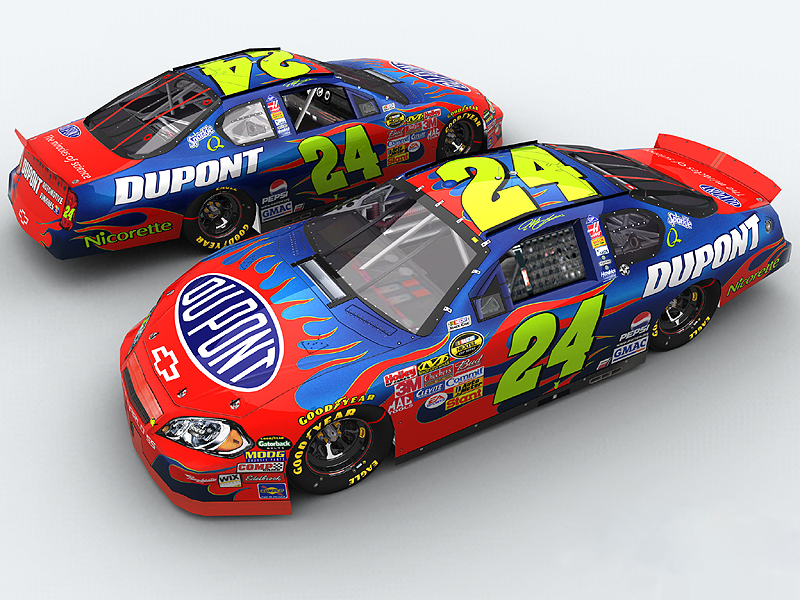
نمایی از یک خودروی ناسکار

ناسکار (به انگلیسی: NASCAR) به انجمن ملی مسابقات خودروهای ارتقا یافته (National Association for Stock Car Auto Racing) گفته می‌شود. این انجمن برگزارکننده بزرگ‌ترین و محبوب‌ترین مسابقات اتوموبیل‌رانی در ایالات متحده آمریکا است.
نسکار ۱۵۰۰ مسابقه در ۱۰۰ میدان خودرو-رانی، در ۴۸ ایالت آمریکا و کشور های کانادا، مکزیک و اروپا برگزار می‌کند.